# Aesthetic Theory: Essential Texts
Aesthetic Theory: Essential Texts è un'antologia dei testi più importanti scritti sull'estetica e la bellezza da Platone fino ai giorni nostri.
È curato dal teorico Mark Foster Gage, professore associato di ruolo presso l'Università Yale. Il libro è composto da venti capitoli, ciascuno su una figura influente nel campo dell'estetica. Lo stesso curatore ha poi aggiunto alcune descrizioni prima di ogni capitolo, riassumendo come il pensiero di ogni figura possa essere correlato al pensiero contemporaneo.

## Descrizione
Coprendo la storia della filosofia estetica dall'antica Grecia fino al XXI secolo, i venti capitoli includono testi di pensatori diversi come Platone, Aristotele, Vitruvio, Alberti, Kant, Edmund Burke, Konrad Fiedler, Nietzsche, Oscar Wilde, Henri Bergson, Clive Bell, Geoffrey Scott, Walter Benjamin, Georges Bataille, Susan Sontag, Fredric Jameson, Elaine Scarry, Alexander Nehamas, Nick Zangwill, David Freedberg e Vittorio Gallese. La selezione si concentra principalmente sulla questione della forma nelle arti visive e cerca di mettere in discussione la pratica prevalente di qualificare il lavoro solo in base a concetti e in termini astratti.
Nella prefazione del libro si legge: